# 法教育
法教育（ほうきょういく）とは、法律の専門家ではない一般人を対象とする、法、司法制度やその基本となる考え方を理解し、法的思考力を身につけられるようにするための教育である。

## 概要
法教育の定義は論者により異なるが、法務省および日本弁護士連合会が共通して言及している点に「法的なものの考え方」の習得がある。すなわち、表面的な法律知識の獲得ではなく、思考方法の習得に主眼が置かれている。この点において、大学の専門課程で行われる法学教育や、すでに法的思考方法の習得を終えた法律専門家を対象とした教育とは異なる。
「正しいルールだから守りなさい」というような特定の価値観の押しつけに繋がりかねない教育を狙ったものではなく、民主主義・国民主権の基本に立ち返り、「法は国民生活をより豊にするためのものである」という観点に立って、「なぜそのルールが必要か」という点まで遡って学習者の規範意識を養うことを目的としている。
法的思考方法の習得の効果として、いじめ予防教育としての効果が生じることも期待されている。
2010年代の学習指導要領に明記されてはいないが、社会科の一部として行われることもあれば、法務省や弁護士会などによる出前授業・出張教室などの形でも提供されている。弁護士会等が行っている授業の内容は、模擬裁判等のアクティブラーニングが中心である。